# ナヒーモフ海軍幼年学校

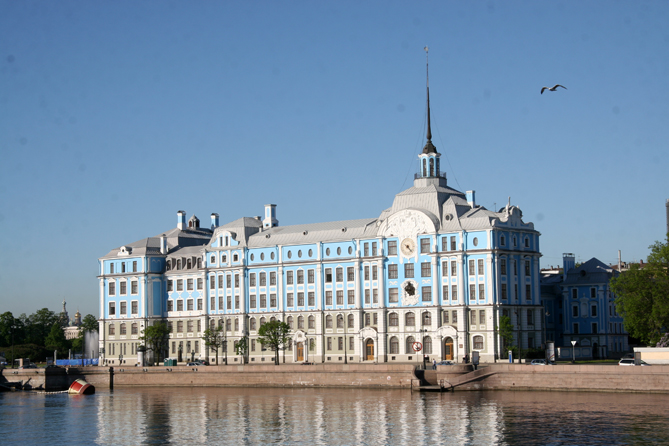
海軍幼年学校の校舎

ナヒーモフ海軍幼年学校（ロシア語: Нахимовское военно-морское училище, 英語: Nakhimov Naval School）は、ソビエト連邦・ロシアの軍学校。
5年生から11 年生までの中等教育機関。

## 概要
ナヒーモフ海軍幼年学校は、他の海軍学校とは異なり、高等教育機関ではなく、スヴォーロフ陸軍幼年学校と同様に、軍の高等教育機関への進学を目的としている。海軍幼年学校での訓練は、5年生から11年生までの中等教育課程と、海軍の特別訓練の2つで構成されている。卒業しても士官に昇格することはない。修業年限は7年である。ナヒーモフ海軍幼年学校の生徒および卒業生はナヒモフツィー（ロシア語: нахи́мовцы）と呼ばれる。
現在、活動しているナヒーモフ海軍幼年学校はサンクトペテルブルクにしかない（ウラジオストク、ムルマンスク、セヴァストポリ、カリーニングラードにはナヒーモフ海軍幼年学校の分校がある）。ナヒーモフ海軍幼年学校の夏季訓練施設は、ナヒモフスコエ湖の西岸にある。

## 沿革
最初のナヒモフ海軍幼年学校は、1944年6月21日のソ連人民委員会令第745号と1944年6月23日のソ連海軍人民委員会令第280号により、大祖国戦争の海軍艦隊、赤軍、パルチザンの兵士の息子たちの配置、訓練、教育のために設立された。当初は、トビリシにナヒーモフ海軍幼年学校を開校するという話だけだった。しかしその後、1944年6月にレニングラード、1945年7月にリガ・ナヒーモフ海軍学校が開校された。
リガ・ナヒーモフ海軍幼年学校は1953年に、トビリシ・ナヒーモフ海軍学校は1955年にそれぞれ廃校になった。ソ連で唯一機能していたナヒモフ海軍学校はレニングラード・ナヒモフ海軍幼年学校で、閉鎖されたナヒモフ海軍幼年学校の生徒が移籍してきたものであった。
2009年までは、学校で英語を外国語として勉強した男性のみが入学できた。しかし、2009年に募集要項の変更により、女子学生も募集するようになった。2014年、初めて女子が卒業した。この募集は実験的なものであり、唯一のものであった。こうしてサンクトペテルブルク・ナヒーモフ海軍幼年学校の歴史には、23人の女子生徒が含まれている。
2016年にはセヴァストポリ大統領府士官候補生学校とウラジオストク大統領府士官候補生学校がナヒーモフ海軍幼年学校の分校となり、2017年9月1日にはムルマンスクに3校目の分校が開校した。こうして2017年以降、ロシアの4つの艦隊すべてにナヒーモフ海軍幼年学校が設立された。2019年の計画では、ダゲスタンのカスピ海船団にも分校を開設する予定でしたが、2022年現在、この決定は未実現のままとなっている。2020年には、カリーニングラードに第4分校が設立された。